# Dipartimento di Adiaké
Il dipartimento di Adiaké è un dipartimento della Costa d'Avorio. È situato nella regione di Sud-Comoé, distretto di Comoé.
Nel censimento del 2014 è stata rilevata una popolazione di 83.547 abitanti. 
Il dipartimento è suddiviso nelle sottoprefetture di Adiaké, Assinie-Mafia e Etuéboué.